# 池田秀氏
池田 秀氏（いけだ ひでうじ）は、安土桃山時代の武将、大名。伊予大洲城主。豊臣秀吉の家臣で、後に藤堂高虎に仕えた。諱は高祐ともし、池田高祐の名でも知られる。通称は孫二郎。受領名は父と同じく「伊予守」を名乗った。

## 略歴
近江国の国衆であった池田景雄（秀雄）の子。近江蒲生郡の出身。羽柴秀吉に仕えて、大和国広瀬郡、紀伊国有田郡、阿波国那賀郡、伊予国宇摩郡・新居郡（共に東予）の内で、2万石を領した。
文禄4年（1595年）7月、高野山に追放された豊臣秀次のもとに派遣された3人の検使の1人が「池田伊豫守」で父子どちらか判別しがたい。『野史』はこれを秀氏と解しているが、元の出典は『甫庵太閤記』であり、現代の歴史学者は秀氏ではなく（秀吉の側近だった）父の秀雄をさしていたと考えている。
前年10月に戸田勝隆が朝鮮の巨済島で陣没して家が断絶したことにより、同4年に秀氏が代わって伊予国大洲城主とされ、（南予の）喜多郡1万2,000石に転封。勝隆（7万石）の残りの所領は、父の移封地や、宇和島の藤堂高虎に分けて与えられた。
慶長2年（1597年）、高齢の父と共に慶長の役に出征して朝鮮へ渡海。翌慶長3年（1598年）には父は陣没したが、秀氏はその後も転戦した。
慶長5年（1600年）、関ヶ原の戦いの際には西軍に属して伏見城の戦いに参加。美濃路に進み、西軍の高木盛兼の一族が守る美濃国駒野城に入城した。西上してきた東軍の徳永寿昌が包囲したが、抗戦し、本戦の敗戦の翌日である9月16日まで籠城して降参。退城して高野山に遁れた。
所領は没収されて改易となったが、藤堂高虎の仲介で徳川家康の許しを得て伊予国でその身を預かることになって、5,000石の大身で召し抱えられた。後に公儀に謝罪が受け入れられ、赦免後は京都に在住した。没年不詳。
子の貞雄は、将軍徳川家光の乳兄弟である稲葉正勝のもとに預けられており、寛永18年（1641年）に家光に召されて近侍し、江戸幕府旗本となった。